# رسم جنيني

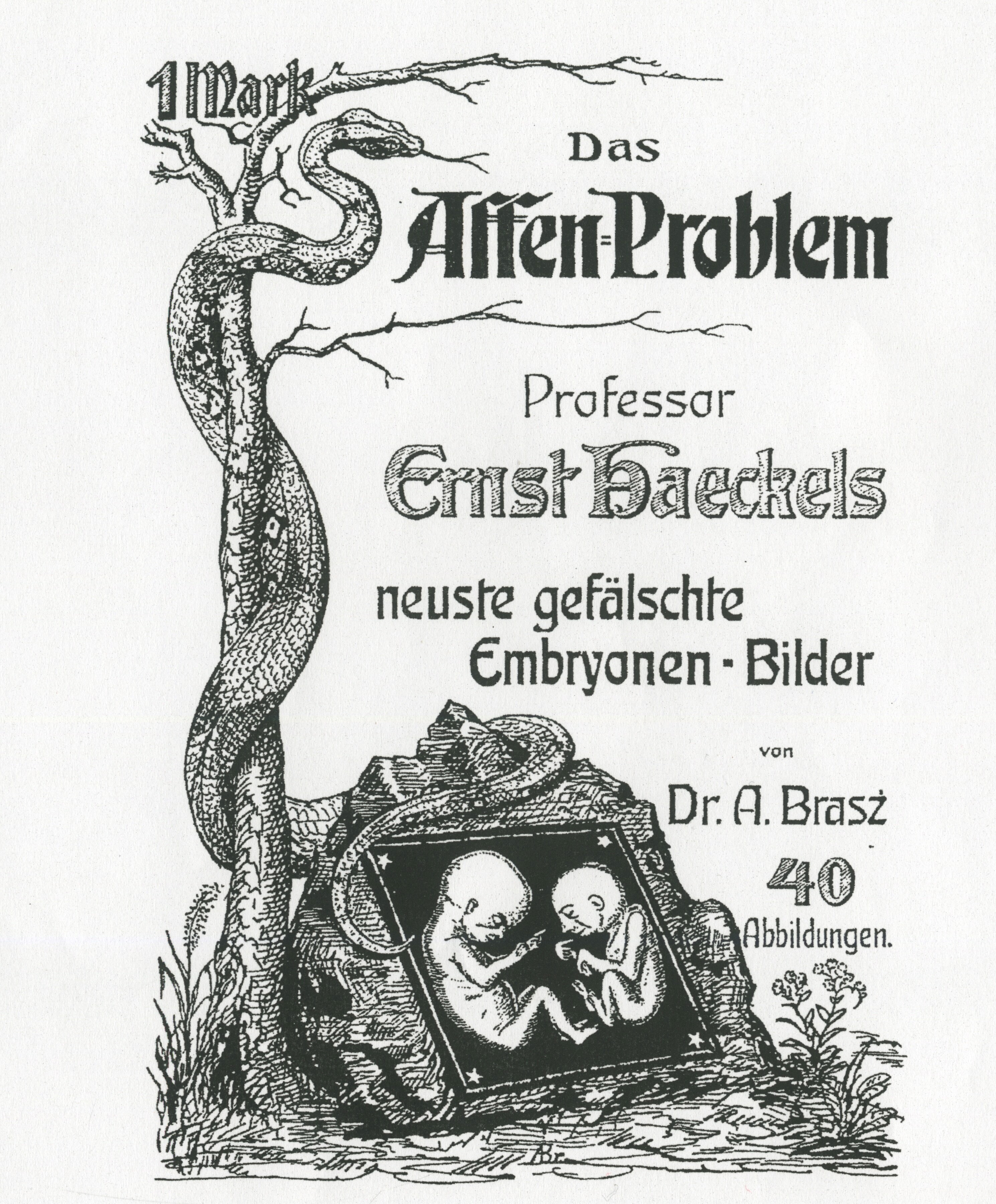

الرسم الجنيني هو الرسم التوضيحي للأجنة خلال التخلق المضغي. تتطور أجنة الحيوانات والنباتات من البويضة المخصبة، وهي الخلية الناتجة عن اتحاد البويضة والنطفة خلال التخصيب. تنقسم البويضة المخصبة في الحيوانات بشكل متكرر لتشكل كرة من الخلايا والتي تشكل فيما بعد مجموعة من الطبقات النسيجية التي تهاجر وتنثني لتشكل الجنين المبكر. توفر صور الأجنة وسيلة للمقارنة بين الأجنة في مراحلها التطورية المختلفة وللأنواع المختلفة. إلى يومنا هذا، تُرسم صور الأجنة خلال الصفوف الجامعية لعلم الأحياء الإنمائي.
مقارنة المراحل الجنينية المختلفة للحيوانات المختلفة هي أداة يمكن استخدامها لاستنتاج العلاقات بين الأنواع وبالتالي التطور الحيوي. وقد كان هذا مصدرًا للقليل من الجدل حاليًا وفي الماضي. وكان إرنست هيكل رائدًا في هذا المجال. صاغ نظرية الاستعادة من خلال مقارنة المراحل الجنينية المختلفة للفقاريات المختلفة. تنص هذه النظرية على أن التطور الجنيني للحيوان يتبع بالضبط نفس التسلسل لأسلافه التطوريين. ربط عمل هيكل والجدل الذي تلا ذلك مجالات علم الأحياء النمائي التطوري وعلم التشريح المقارن بعلم الجنين المقارن. ومن منظور أكثر حداثة، شكلت رسومات هيكل بدايات مجال علم الأحياء الإنمائي التطوري.
تهدف دراسة علم الجنين المقارن إلى إثبات أو دحض أن أجنة الفقاريات من فئات مختلفة (مثل الثدييات مقابل الأسماك) تسلك مسارات تطورية متشابهة بسبب سلفهم المشترك. تملك هذه الفقاريات النامية جينات مشتركة والتي تحدد تكوين الجسم الأساسي. مع ذلك، فإن التطور التالي يسمح بتمييز الخصائص المميزة كبالغين.

## الجدال
تسببت دقة رسومات الأجنة التي وضعها إرنست هيكل في جدل كبير بين مؤيدي التصميم الذكي مؤخرًا وخصوم هيكل المثقفون في الماضي. على الرغم من ظهور تشابهات بين الأجنة المبكرة للأنواع المختلفة إلا أن هيكل بالغ في تصوير هذه التشابهات لدعم نظرية الاستعادة، التي تعرف أحيانًا بقانون الوراثة الحيوي أو موجز نظرية الاستعادة في التطور الجنيني. علاوةً على ذلك، اقترح هيكل حتى أشكال حياة نظرية لتتوافق مع مراحل معينة من التطور الجنيني. خلصت مراجعة حديثة إلى أن القانون الوراثي الحيوي مدعّم بالعديد من الدراسات الحديثة، في حال طُبّق على حالات فردية فقط.
لم يقتنع النقاد في أواخر القرن التسع عشر والقرن العشرين، كارل إرنست فون باير وفيلهيل هيس، بأن الأجنة الحية تكرر العملية التطورية وأصدروا رسومات جنينية خاصة بهم، والتي أثبتت الاختلافات في بدايات تطور الأجنة. اعترض الناقد الذي عاش في أواخر القرن العشرين وأوائل القرن الحادي والعشرين ستيفن جاي غولد على الاستمرار في استخدام رسومات هيكل الجنينية في الكتب المدرسية.
من ناحية أخرى، قام ميشيل كيه ريتشاردسون، وهو أستاذ في علم الحيوان الإنمائي التطوري في جامعة لايدن، خلال ملاحظة أن بعض الانتقادات الموجهة للرسوم الجنينية مشروعة (وكان في الواقع هو وزملاؤه من بدأوا الانتقادات الحديثة في عام 1998) بدعم الرسومات كوسائل تعليمية وقال «هيكل كان صائبًا من ناحية الأساس».

## الرسوم التوضيحية الجنينية الشهيرة

### إرنست هيكل (1834-1919)
تُظهر رسومات هيكل التوضيحية أجنة الفقاريات خلال مراحل مختلفة من تطورها، ما يوضح التشابه الجنيني كداعم لنظرية التطور، ونظرية الاستعادة كإثبات على قانون الوراثة الحيوي والانحراف في النمط الظاهري كدليل على قوانين فون باير. تبقى سلسلة الأجنة الأربعة والعشرون من الإصدارات الأولى من دراسات هيكل الأنثروبوجينية الأكثر شهرةً. الأنواع المختلفة مصنفة ضمن أعمدة والمراحل المختلفة مصنفة ضمن صفوف. يمكن رؤية أوجه الشبه على طول الصفين الأولين، ويمكن مشاهدة ظهور حالات متخصصة من كل نوع في الأعمدة، والتفسير القطري يؤدي إلى فكرة هيكل عن الاستعادة.
تهدف رسومات هيكل بصورة أساسية إلى التعبير عن نظريته حول التطور الجنيني، قانون الوراثة الحيوي، الذي بدوره يفترض (ولا يعتقد بشكل قاطع) المفهوم التطوري للسلف المشترك. تتزامن نظريته عن الاستعادة للتطور الجنيني مع فهمه للتطور كعملية إنمائية. وفي عام 1800 تقريبًا، اندمج علم الجنين بعلم التشريح المقارن كقاعدة أساسية لعِلْمُ التَّشَكُّل. كان لإرنست هيكل وكارل فون باير وفيلهيلم التأثير الأساسي في وضع القواعد الأولية لعلم الجنين السلالي بالاعتماد على مبادئ التطور. يصور قانون الوراثة الحيوي لهيكل العلاقة الموازية بين تطور الجنين وتاريخ تَطَوُّرِ السُّلاَلاَت. أصبح مصطلح «الاستعادة» يجسد قانون هيكل للوراثة الحيوية، ففيما يتعلق بالتطور الجنيني فهو يمثل استعادة التطور. يقترح هيكل أن جميع فئات الفقاريات تمر بمرحلة إنمائية نوعية محفوظة تطوريًا، وهي مرحلة يقل فيها تنوع النمط الظاهري بين الأجنة العليا. ولا تظهر اختلافات معينة إلا في مراحل تطورية لاحقة. يصور هيكل دليلًا ملموسًا على قانون الوراثة الحيوية من خلال نظريته عن المُعَيدَة (مرحلة جنينية تتلو الأريمة)، والتي يجادل بها أن مرحلة المعيدة الباكرة التطورية التي يصبح فيها الجنين بشكل كوب هي سمة عالمية للحيوانات عديدة الخلايا. كان هناك شكل موروث عن الأسلاف يُعرف باسم المعيدة والذي كان سلفًا مشتركًا في المعيدة المتجانسة.
يجادل هيكل بأنه هناك بعض الميزات في التطور الجنيني تُحفظ ويعاد تخليقها، في حين أنه هناك ميزات أخرى تُعتبر تغير خلقي متأخر. يمثل التغير الخلقي المتأخر «عدم الوضوح في التشابهات التطورية الموروثة عن الأسلاف» والتي يُقال بأنها نتيجة لبعض الوسائل التكيفية في الحياة الجنينية نتيجة التغيرات البيئية. يستشهد هيكل في رسوماته بالحبل الظهري، الأَقْواسُ البُلْعومِيَّة، الشقوق، سَليفَةُ الكُلْوَة والأنبوب العصبي كمعالم متجانسة. مع ذلك فإن الكيسُ المُحِّيّ، الأغشية خارج الجنينية، أغشية البويضة والأنبوب الشغافي تُعتبر من ميزات التغير الخلقي المتأخر.

### كارل إرنست فون باير (1792-1876)
لم يكن هيكل الشخص الوحيد الذي أنشأ سلسلة من الرسومات التي تمثل التطور الجنيني. إذ كافح كارل إرنست فون باير وهيكل لصياغة واحدة من أكثر المشاكل تعقيدًا التي تعيق عالم الجنين في ذلك الوقت: ترتيب الملامح العامة والخاصة خلال التطور لدى أنواع مختلفة من الحيوانات. بالنسبة لتوقيت الإنماء فإن مخطط فون باير يختلف عن مخطط هيكل. يستلزم مخطط فون باير ألا يتم ربطه بالمراحل التطورية التي تحددها ملامح معينة، إذ تنطوي الاستعادة على اختلاف التزامن. يمثل اختلاف التزامن تغير تدريجي في تسلسل تطور السلالات الأصلي بسبب الإجراءات التكيفية الجنينية. أيضًا، لاحظ فون باير في وقت مبكر أنه لا يمكن تمييز أجنة الأنواع المختلفة بسهولة عن بعضها البعض كما في البالغين.
قوانين فون باير التي تحكم التطور الجنيني هي رفض صريح للاستعادة. كرد على نظرية الاستعادة لهيكل، يصرح فون باير عن أكثر قوانينه في مجال الإنماء شهرةً. تنص قوانين فون باير على أن المعالم العامة للحيوانات تظهر في وقت أبكر لدى الأجنة من المعالم الخاصة، إذ تنبثق المعالم الأقل شمولية من المعالم الأكثر شمولية، وكل جنين من نوع معين ينفصل أكثر فأكثر عن السبيل المحدد مسبقًا ويسير في المراحل المحددة للحيوانات الأخرى، ومن هنا لا يوجد أي شبه تشكلي بين الجنين والبالغ الأدنى. توضح الرسومات الجنينية لفون باير أن التطور الفردي يحصل من المعالم العامة لجنين نامي في المراحل الأولى من خلال التمايز إلى معالم خاصة بكل نوع من الأنواع، ما يثبت بأن التطور الخطي لا يحصل.